# 1961 a légi közlekedésben

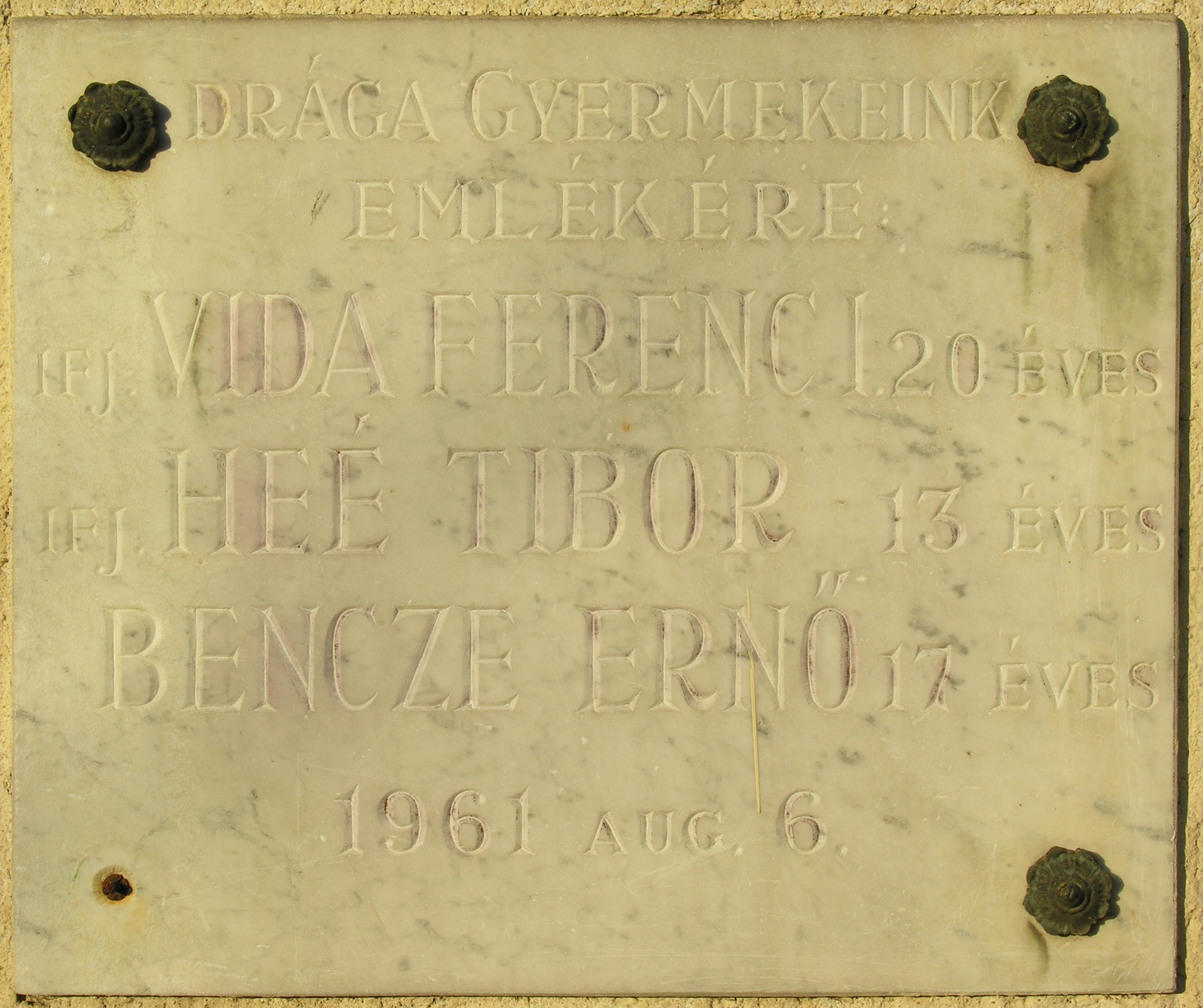
Az augusztus 6-i zuglói légiszerencsétlenség földi áldozatainak emléktáblája

Ez a lista az 1961-es év légi közlekedéssel kapcsolatos eseményeit tartalmazza.

## Események

### Február
- február 15. – A Sabena légitársaság 548-as járata a Brüsszel felé közeledve lezuhant. A fedélzeten tartózkodó mind a 72 ember meghalt, valamint egy ember a földön. A halálos áldozatok között volt az egész amerikai műkorcsolya-csapat, akik a prágai világbajnokságra utaztak.[1]

### Április
- április 24. – Az Aeroflot légitársaság szolgálatba állítja a Tu–114 utasszállító repülőgépet.

### Augusztus
- augusztus 6. – A Malév HA-TSA lajstromjelű DC–3-asa budapesti sétarepülő járaton – Zuglóban az Erzsébet királyné útja és Lumumba (ma Róna) utca sarkán – egy lakóházra zuhan. A gépen tartózkodó 27 utas és négyfőnyi személyzet, valamint a földön három fiatal életét veszíti. A balesetet a pilóták hibája okozta. Az eset után hosszú időre betiltották a budapesti sétarepüléseket.[2][3][4]
- augusztus 9. – Sola repülőtere, Stavanger közelében. A Viking légitársaság repülőgépe lezuhant fedélzetén 34 croydoni diákkal, két tanárukkal és a 3 fős személyzettel. A balesetet senki sem élte túl.[5]

### December
- december 21. – Ankara közelében. A British European Airways és a Cyprus Airways közösen üzemeltetett járata, egy de Havilland Comet 4-es típusú kereskedelmi utasszállító repülőgép, röviddel a felszállást követően lezuhant meghibásodás miatt. A gépen utazó 34 főből 7 élte túl a balesetet.[6]

## Első felszállások
- szeptember 21. – Boeing YHC-1B (később CH–47 Chinook)[7]